# 卡尔罗·皮德拉
卡尔罗·皮德拉（Carlo Piterà），1955年1月16日生于贝尔卡斯特罗，是意大利画家。他的画法强调超现实主义与历史文艺复兴绘画技巧的结合。

## 简介
卡尔罗·皮德拉生于卡坦扎罗省贝尔卡斯特罗市，1956年随家人迁往热那亚。他的艺术生涯开始于早年的校园生活，在此期间，他父亲身为加里波第博物馆的守卫，经常带领他欣赏城市丰富的艺术画廊。早熟的艺术使命，使他在7岁时便获得全国保险协会以储蓄为主题的绘画的奖励。
随着绘画兴趣的增加，他开始频频关顾热那亚最重要的艺术画廊，学习大师的作品。但他的父亲希望他当一名建筑师，所以20岁时他毕业于米开朗基罗测量技术研究所。在他开始了建筑生涯的两年后，决定离开，投身油画事业。
在今后几年的自学中，对传统的形象艺术的兴趣，并不断成长和发展自身的理解，使他成为了超现实主义的画家。他着迷人体结构，色彩规律，构图平衡和建筑图形设计，加入强烈的感情投放，使他在其中找到最超现实图像的满足。并多次获得地区及国家的奖项。在他哥哥的鼓励下，他开始了与公众更直接的联系。他于1976年举办了首次个人画展。弗兰卡·比索尼（Franca Bissoni）对他说：“他对绘画技巧的驾驭能力远超于他的年龄应有的能力，他似乎已经成功地吸收了超现实主义的历史教训。”
由于继续绘画生涯需要持续的自我审视，以及对技巧和表达方式的检阅。所以他暂停了一段时间与公众的交流，自我隔离并不断学习，结果表明这段时间的隔离是非常有益和富有成果的。1978年他恢复了公开活动，并取得了公众和评论家的一致认可。
彼得罗·安尼戈尼（Pietro Annigoni）在1986年说他很欣赏“他的令人不安的幻想和其直接的表达方式来突出他们”，敦促他要继续对写实绘画的研究。艺术评论家比塔利亚诺·罗基罗（Vitaliano Rocchiero）称其为“现实中的不现实主义的真正高手。”
同年，维罗娜艺术品收藏家乔治·盖尔菲（Giorgio Ghelfi）提供他在维罗纳和蒙特卡蒂尼泰尔梅（Montecatini Terme）办展的机会。并同恩佐·法比亚尼（Enzo Fabiani）的评论一起出版。
在接下来的几年中，他的绘画越来越趋向于对1500年-1600年的画家的研究。在他的作品中试图表达他对鲁斯本和卡拉瓦乔的再理解。在同一画布上再现过去与现在的结合。
2004年他着迷于图形和占卜的象征，他创作了世界上唯一的100*178cm大的78张塔罗牌油画.。

## 外部連結
- 官方网站 （页面存档备份，存于）